# Nahukuá
Die Nahukuá, Eigenbezeichnung Nahukwá, sind ein indigener Stamm, der in der zentralbrasilianischen Region des Oberlaufs des Rio Xingu (Alto Xingu) im brasilianischen Teil des Amazonasbeckens lebt. Ihre Siedlung liegt im Parque Indígena do Xingu im Bundesstaat Mato Grosso.
Er ist der kleinste Stamm der Ethnien der sogenannten Xingu-Indianer. Die Sprache der Nahukuá gehört zu den Karibische Sprachen.